# الوحدة 910
الوحدة 910 هي وحدة سرية تابعة لمنظمة حزب الله، السياسية والعسكرية في لبنان. هذه الوحدة مسؤولة عن العمليات السرية للمنظمة خارج لبنان، بما في ذلك جمع المعلومات الاستخباراتية، والدعم اللوجستي، وإنشاء خلايا نائمة. وتتركز أنشطتها في المقام الأول على التخطيط وتنفيذ الهجمات الإرهابية ضد أهداف إسرائيلية وغربية على مستوى العالم.

## الهيكل والقيادة
تعمل الوحدة 910 تحت الإشراف المباشر للقيادة العليا لحزب الله وتحافظ على علاقات وثيقة مع فيلق القدس التابع للحرس الثوري الإسلامي الإيراني. تشتهر الوحدة ببنيتها المقسمة إلى أقسام، مما يضمن أن يكون العاملون على دراية فقط بالمعلومات ذات الصلة بأدوارهم المحددة، وبالتالي الحفاظ على الأمن التشغيلي.

## القادة السابقون والحاليون

### عماد مغنية
عماد مغنية المعروف بالحاج رضوان كان زعيمًا مسلحًا لبنانيًا وكان العضو المؤسس لمنظمة الجهاد الإسلامي في لبنان والرجل الثاني في قيادة حزب الله. وكان زعيم الوحدة 910 حتى اغتياله في عام 2008.

### طلال حمية
طلال حمية يرأس الوحدة 910 اعتبارًا من فبراير 2025، ولا يزال هدفًا ذا أولوية عالية لجهود مكافحة الإرهاب الأمريكية.

## العمليات العالمية
تورطت الوحدة في العديد من العمليات الإرهابية على الساحة الدولية. وقد أنشأ التنظيم خلايا نائمة في الولايات المتحدة ودول أخرى تنتظر التوجيهات لتنفيذ الهجمات. وتتمتع هذه الخلايا بموقع استراتيجي يتيح لها تفعيلها في حال تصاعد التوترات بين إيران والدول الغربية. غالبًا ما يشارك العملاء في عمليات المراقبة قبل العمليات، وشراء الأسلحة، والاستعدادات اللوجستية الأخرى لضمان الجاهزية.

## التصنيف ككيان إرهابي
تم تصنيف حزب الله، بما في ذلك وحدات العمليات الخارجية مثل الوحدة 910، كمنظمة إرهابية من قبل العديد من البلدان والهيئات الدولية. وعلى سبيل المثال، تدرج حكومة كندا حزب الله ككيان إرهابي بموجب قانونها الجنائي . وعلى نحو مماثل، صنفت الحكومة الأسترالية حزب الله كمنظمة إرهابية، معترفة بتورطه في أنشطة إرهابية مختلفة.

## تقييم التهديد
تشير تقييمات الاستخبارات إلى أن الوحدة 910 لا تزال تشكل تهديدا كبيرا بسبب قدرتها على تنفيذ عمليات متطورة في الخارج. ويتلقى عناصر الوحدة تدريبات على مختلف تقنيات الأعمال التجارية، بما في ذلك استخدام الهويات المستترة وأساليب الاتصال السرية. ويسلط وجودهم في بلدان متعددة الضوء على النطاق العالمي للعمليات الخارجية لحزب الله في خدمة إيران والمخاطر المحتملة التي تشكلها على الأمن الدولي.
وباختصار، تعتبر الوحدة 910 عنصراً أساسياً في جهاز العمليات الخارجية لحزب الله، وهي مكلفة بتنفيذ الأهداف الاستراتيجية للمنظمة خارج حدود لبنان من خلال وسائل سرية وعنيفة في كثير من الأحيان.

## محاولة اغتيال دونالد ترامب في بنسلفانيا
وبحسب التقارير التالية، خططت إيران لاغتيال الرئيس دونالد ترامب.

### مخطط نوفمبر 2024
كشفت وزارة العدل الأمريكية عن اتهامات جنائية حول مؤامرة لقتل المرشح الأمريكي للرئاسة دونلد ترامب بدعم من الحرس الثوري الإسلامي الإيراني قبيل انتخابات 5 نوفمبر 2024. وقد وُجهت اتهامات بهذا الشأن إلى المواطن الإيراني فرهاد شاكري بسبب تورطه في هذه المؤامرة، كما تم اعتقال 8 أفراد آخرين بتهمة التخطيط لاغتيال دونالد ترامب. علاوة على ذلك، تم توجيه الاتهام إلى العميد الإيراني روح الله بازغاندي ، بالتآمر لقتل الصحفية والناشطة الإيرانية الأصل المقيمة في نيويورك معصومة "مسيح" علي نجاد .

### حادثة يوليو 2024
في 13 يوليو/تموز 2024، وردت أنباء عن إصابة ترامب برصاصة أثناء تجمع انتخابي في بتلر بولاية بنسلفانيا. وقعت هذه الحادثة بعد وقت قصير من علم السلطات الأمريكية بمؤامرة إيرانية أخرى تتعلق بآصف ميرشانت، الذي تم القبض عليه في 12 يوليو 2024.
وتُظهر هذه المؤامرات نمطًا من المحاولات الإيرانية لاستهداف ترامب، على الأرجح انتقامًا للإجراءات التي اتخذت خلال رئاسته، بما في ذلك مقتل الجنرال الإيراني قاسم سليماني في عام 2020.

## أبرز الهجمات الإرهابية
- تفجير السفارة الإسرائيلية في بوينس آيرس عام 1992
- تفجير AMIA عام 1994
- تفجير حافلة بورغاس 2012